# Последняя миля
«Последняя миля» (англ. last mile) — канал, соединяющий конечное (клиентское) оборудование с узлом доступа провайдера (оператора связи). Например, при предоставлении услуги подключения к сети Интернет последний километр — это участок от порта коммутатора провайдера на его узле связи до порта маршрутизатора клиента в его офисе. Для услуг коммутируемого (dial-up, дайлапного) подключения последний километр — это участок между модемом пользователя и модемом (модемным пулом) провайдера. В последнюю милю обычно не включается разводка проводов внутри здания.
Термин используется в основном специалистами из отрасли связи. Всё шире используется и другими отраслями: например, в общественном транспорте последняя миля — это пешеходное плечо от дома до остановки.
К технологиям последней мили обычно относят xDSL, FTTx, Wi-Fi, WiMAX, DOCSIS, связь по ЛЭП. К оборудованию последней мили можно отнести xDSL-модемы, мультиплексоры доступа, оптические модемы и преобразователи, радиомультиплексоры.

## Технико-экономическая оценка технологий последней мили
Проблема последнего километра всегда была актуальной задачей для связистов. К настоящему времени появилось множество технологий последней мили, и перед любым оператором связи стоит задача выбора технологии, оптимально решающей задачу предоставления связи для своих абонентов. Универсального решения этой задачи не существует, у каждой технологии есть своя область применения, свои преимущества и недостатки. На выбор того или иного технологического решения влияет ряд факторов, в том числе:
- стратегия оператора,
- целевая аудитория,
- предлагаемые в настоящее время и планируемые к предоставлению услуги,
- размер инвестиций в развитие сети и срок их окупаемости,
- состояние уже имеющейся сетевой инфраструктуры, ресурсы для её поддержания в работоспособном состоянии,
- время, необходимое для запуска сети и начала оказания услуг,
- надёжность предоставления услуг (срок реакции поставщика услуг на технические проблемы),
- прочие факторы.

Каждому из этих факторов можно присвоить свой вес в зависимости от важности, и выбор той или иной технологии принимается с учётом всей их совокупности.
Есть специализированные компании и подразделения крупных компаний связи, которые занимаются исключительно построением последней мили.